# مشعل خلف
مشعل خلف الشمري لاعب كرة قدم سعودي يلعب حالياً في نادي القلعة.

## مسيرة اللاعب
لعب مع نادي التضامن ونادي الباطن ونادي الطائي ونادي الجندل ونادي الشعلة ونادي الرياض ونادي عرعر ونادي التضامن ونادي الجبيل ونادي القلعة.

## روابط خارجية
- مشعل خلف على موقع قاعدة بيانات كرة القدم.إي يو (الإنجليزية)
- مشعل خلف على موقع Soccerway.com (الإنجليزية)